# Saint-Alban (Côtes-d'Armor)
Pour les articles homonymes, voir Saint-Alban.
Saint-Alban [sɛ̃talbɑ̃] est une commune française située dans le département des Côtes-d'Armor, en région Bretagne.
Peuplée de 2 031 habitants au recensement de 2012, elle s’étend sur une superficie de 3 044 hectares. Elle est située à 22,8 kilomètres au nord-est de Saint-Brieuc (préfecture des Côtes-d’Armor) et à 11 kilomètres
au nord de Lamballe. Elle fait partie de la communauté de communes du Penthièvre où se trouve son siège. Ses habitants sont appelés Albanais et Albanaises.
En 2004, la commune a obtenu le label « Communes du Patrimoine Rural de Bretagne » pour la richesse de son patrimoine architectural et paysager[réf. nécessaire].

## Géographie
Bien que considérée sur la côte de Penthièvre, Saint-Alban n'a pas d'accès au littoral. Elle est bordée par les communes de Pléneuf-Val-André (nord), La Bouillie (nord-est), Hénansal (est), Saint-Aaron (sud-est) et Planguenoual (sud-ouest). La commune est traversée par le petit fleuve côtier la Flora qui prend sa source à l'est et se jette dans la baie de Saint-Brieuc, dans le port de Dahouët. Le bois de Coron se situe à la limite de la commune de Saint-Alban et Hénansal.

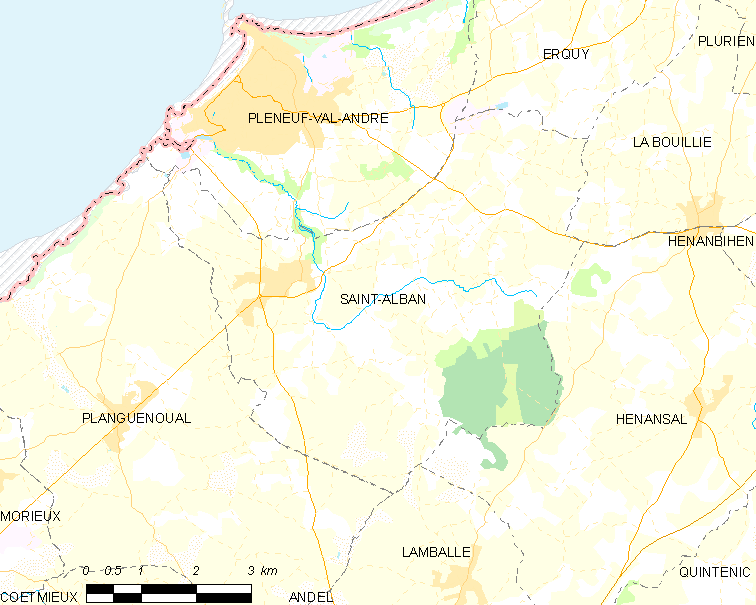
Carte de la commune de Saint-Alban (Côtes-d'Armor).

| Pléneuf-Val-André | Erquy          | La Bouillie |
| Lamballe-Armor    | Saint-Alban    | Hénansal    |
| Lamballe-Armor    | Lamballe-Armor |             |

### Hydrographie
Pour un article plus général, voir Réseau hydrographique des Côtes-d'Armor.
La commune est située dans le bassin Loire-Bretagne. Elle est drainée par la Flora et l'Islet,.
La Flora, d'une longueur de 10 km, prend sa source dans la commune  et se jette  dans la Manche à Pléneuf-Val-André. 

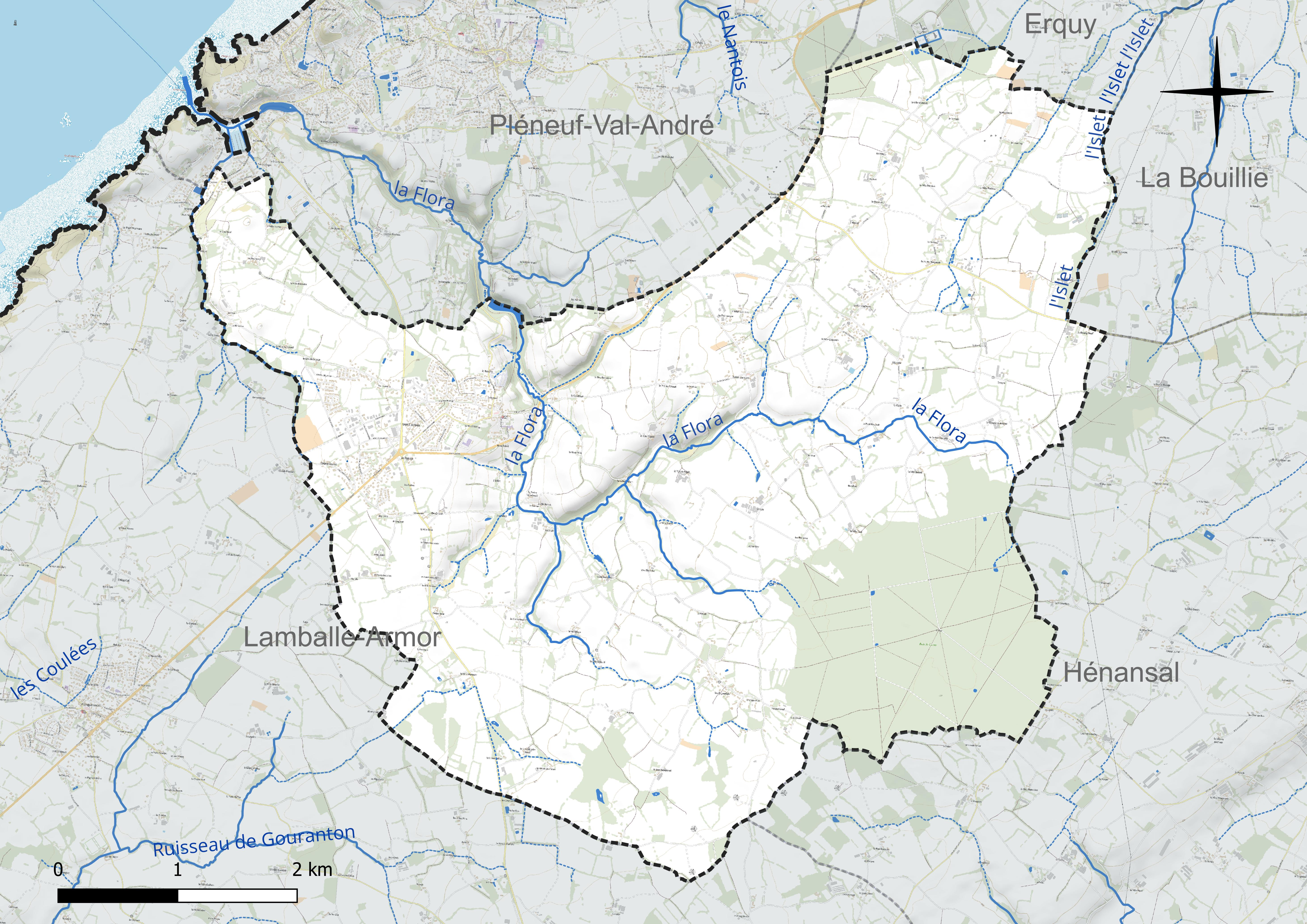
Réseau hydrographique de Saint-Alban.

### Climat
Pour des articles plus généraux, voir Climat de la Bretagne et Climat des Côtes-d'Armor.
En 2010, le climat de la commune est de type climat océanique franc, selon une étude du CNRS s'appuyant sur une série de données couvrant la période 1971-2000. En 2020, Météo-France publie une typologie des climats de la France métropolitaine dans laquelle la commune est exposée à un climat océanique et est dans la région climatique  Finistère nord, caractérisée par une pluviométrie élevée, des températures douces en hiver (6 °C), fraîches en été et des vents forts. Parallèlement l'observatoire de l'environnement en Bretagne publie en 2020 un zonage climatique de la région Bretagne, s'appuyant sur des données de Météo-France de 2009. La commune est, selon ce zonage, dans la zone « Intérieur  », exposée à un climat médian, à dominante océanique.  
Pour la période 1971-2000, la température annuelle moyenne est de 11,2 °C, avec  une amplitude thermique annuelle de 11 °C. Le cumul annuel moyen de précipitations est de 736 mm, avec 12,1 jours de précipitations en janvier et 6,3 jours en juillet. Pour la période 1991-2020, la température moyenne annuelle observée sur la station météorologique la plus proche, située sur la commune de Quintenic à 9 km à vol d'oiseau, est de 11,6 °C et le cumul annuel moyen de précipitations est de 769,8 mm,. Pour l'avenir, les paramètres climatiques de la commune estimés pour 2050 selon différents scénarios d’émission de gaz à effet de serre sont consultables sur un site dédié publié par Météo-France en novembre 2022.

## Urbanisme

### Typologie
Au 1er janvier 2024, Saint-Alban est catégorisée bourg rural, selon la nouvelle grille communale de densité à 7 niveaux définie par l'Insee en 2022.
Elle est située hors unité urbaine et hors attraction des villes,.

### Occupation des sols
L'occupation des sols de la commune, telle qu'elle ressort de la base de données européenne d’occupation biophysique des sols Corine Land Cover (CLC), est marquée par l'importance des territoires agricoles (83 % en 2018), en diminution par rapport à 1990 (84,8 %). La répartition détaillée en 2018 est la suivante : 
terres arables (48,7 %), zones agricoles hétérogènes (29,4 %), forêts (8,4 %), prairies (4,9 %), milieux à végétation arbustive et/ou herbacée (4,4 %), zones urbanisées (3,7 %), espaces verts artificialisés, non agricoles (0,6 %). L'évolution de l’occupation des sols de la commune et de ses infrastructures peut être observée sur les différentes représentations cartographiques du territoire : la carte de Cassini (XVIIIe siècle), la carte d'état-major (1820-1866) et les cartes ou photos aériennes de l'IGN pour la période actuelle (1950 à aujourd'hui).

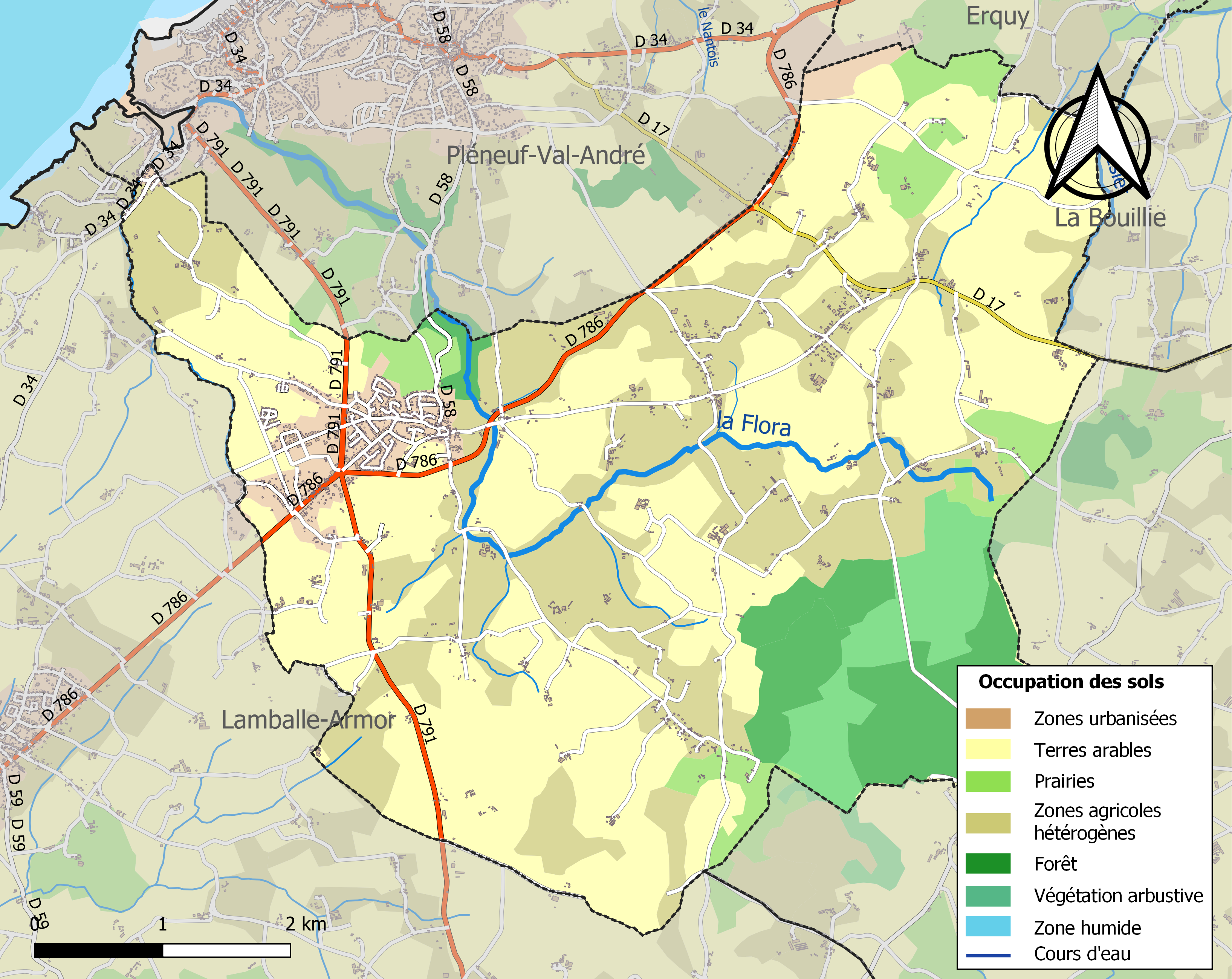
Carte des infrastructures et de l'occupation des sols de la commune en 2018 (CLC).

## Toponymie

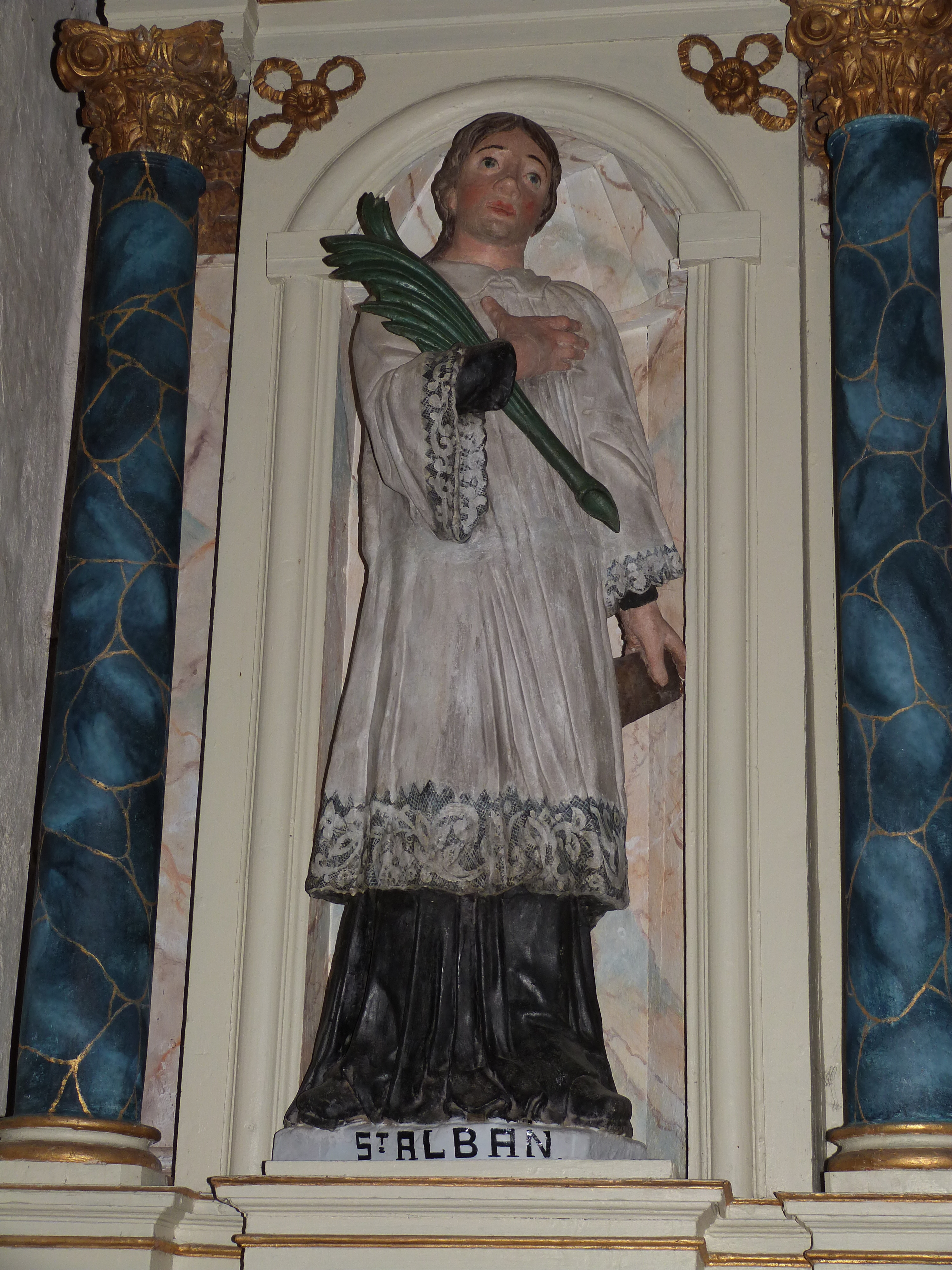
Statue de saint Alban à l'église paroissiale Saint-Alban.

Le nom de la localité est attesté sous les formes Parochia de Sancto Albano en 1256 et en 1267, Parochia Sancti Albini en 1281, Parochia Sancti Albani en 1290, Ecclesia de Sancto Albano vers 1330, Parochia de Saint Aulban et Saint Treuen en 1430, Saint Aulban en 1463, Saint Aulbin en 1468, Saint Auban en 1480, 1535 et en 1569, Saint-Alban dès 1640.
Saint-Alban vient de saint Alban de Verulamium (martyr anglais du IIIe siècle décapité à Verulamium, en Grande-Bretagne).

## Histoire

### Les Templiers
La chapelle de Saint-Jacques-le-Majeur, implantée à l'emplacement d'un ancien lieu de culte celte, aurait été construite par les Templiers (une lettre datée de 1182 indique qu'un village voisin, dénommé "Hôtellerie", est propriété de l'ordre du Temple et une autre lettre, datée de 1256, cite la chapelle parmi les biens de l'Ordre). La chapelle fut utilisée par les Templiers pour loger les pèlerins se rendant à Saint-Jacques-de-Compostelle, raison pour laquelle elle est consacrée à Saint-Jacques-le-Majeur.

### Le XXe siècle

#### Les guerres du XXe siècle
Le monument aux Morts porte les noms des 63 soldats morts pour la Patrie :
- 54 sont morts durant la Première Guerre mondiale.
- 8 sont morts durant la Seconde Guerre mondiale.
- 1 est mort dans le cadre des Troupes Françaises d'Occupation en Allemagne.

## Héraldique
| Blason de Saint-Alban | Blason  | De sinople au portail de la chapelle saint Jacques du lieu d'argent, maçonné de sable, soutenu de deux épis de blé d'or courbés les tigées passées en sautoir en pointe. |
| Blason de Saint-Alban | Détails | Le statut officiel du blason reste à déterminer. |

## Politique et administration
| Période                                  | Période                       | Identité                | Étiquette   | Qualité                                                        |
| ---------------------------------------- | ----------------------------- | ----------------------- | ----------- | -------------------------------------------------------------- |
| ?                                        | ?                             | Marcel de Witasse-Thézy |             |                                                                |
| juin 1923                                | 1945                          | Christian de la Villéon |             |                                                                |
| 1945                                     | mars 1971                     | Michel de Thézy         |             |                                                                |
| mars 1971                                | mars 1977                     | Pierre Le Roux          |             |                                                                |
| mars 1977                                | 24 novembre 1987 (décès)      | René Rouget             |             | Ancien représentant                                            |
| 30 décembre 1987                         | 24 mars 2001                  | Daniel Merpault         | PS puis DVG | Dirigeant d'une société de menuiserie-charpente                |
| 24 mars 2001                             | 28 mars 2008                  | René Michel             |             | Ancien directeur d'une société d'expertise comptable           |
| 28 mars 2008                             | 28 mai 2020                   | André Gomet             | DVD         | Agriculteur retraité, ancien 1er adjoint                       |
| 28 mai 2020                              | En cours (au 19 janvier 2021) | Nathalie Beauvy         | SE          | Juriste 1re vice-présidente de Lamballe Terre et Mer (2020 → ) |
| Les données manquantes sont à compléter. |                               |                         |             |                                                                |

## Démographie
L'évolution du nombre d'habitants est connue à travers les recensements de la population effectués dans la commune depuis 1793. Pour les communes de moins de 10 000 habitants, une enquête de recensement portant sur toute la population est réalisée tous les cinq ans, les populations de référence des années intermédiaires étant quant à elles estimées par interpolation ou extrapolation. Pour la commune, le premier recensement exhaustif entrant dans le cadre du nouveau dispositif a été réalisé en 2006.

En 2022, la commune comptait 2 376 habitants, en évolution de +10,41 % par rapport à 2016 (Côtes-d'Armor : +1,78 %, France hors Mayotte : +2,11 %).
| 1793  | 1800  | 1806  | 1821  | 1831  | 1836  | 1841  | 1846  | 1851  |
| ----- | ----- | ----- | ----- | ----- | ----- | ----- | ----- | ----- |
| 1 222 | 1 281 | 1 271 | 1 332 | 1 441 | 1 420 | 1 378 | 1 363 | 1 407 |

| 1856  | 1861  | 1866  | 1872  | 1876  | 1881  | 1886  | 1891  | 1896  |
| ----- | ----- | ----- | ----- | ----- | ----- | ----- | ----- | ----- |
| 1 400 | 1 446 | 1 533 | 1 574 | 1 650 | 1 685 | 1 642 | 1 663 | 1 722 |

| 1901  | 1906  | 1911  | 1921  | 1926  | 1931  | 1936  | 1946  | 1954  |
| ----- | ----- | ----- | ----- | ----- | ----- | ----- | ----- | ----- |
| 1 704 | 1 602 | 1 599 | 1 442 | 1 490 | 1 422 | 1 278 | 1 336 | 1 275 |

| 1962  | 1968  | 1975  | 1982  | 1990  | 1999  | 2006  | 2011  | 2016  |
| ----- | ----- | ----- | ----- | ----- | ----- | ----- | ----- | ----- |
| 1 202 | 1 140 | 1 194 | 1 548 | 1 662 | 1 575 | 1 786 | 2 003 | 2 152 |

| 2021  | 2022  | - | - | - | - | - | - | - |
| ----- | ----- | - | - | - | - | - | - | - |
| 2 309 | 2 376 | - | - | - | - | - | - | - |

## Lieux et monuments
- Chapelle Saint-Jacques-le-Majeur, du XIIe siècle, ancienne chapelle des Templiers, classée en 1912 au titre des monuments historiques[25]. Elle a conservé des témoignages de la présence templière (une sculpture représentant un sanglier poursuivi par des chiens et, à l'extérieur, une Vierge à l'Enfant protégeant un pèlerin de Saint-Jacques. Sa tour est restée inachevée (sa construction fut décidée par Jacques de Molay) car celui-ci fut emprisonné sur ordre de Philippe Le Bel le 13 octobre 1307[26].

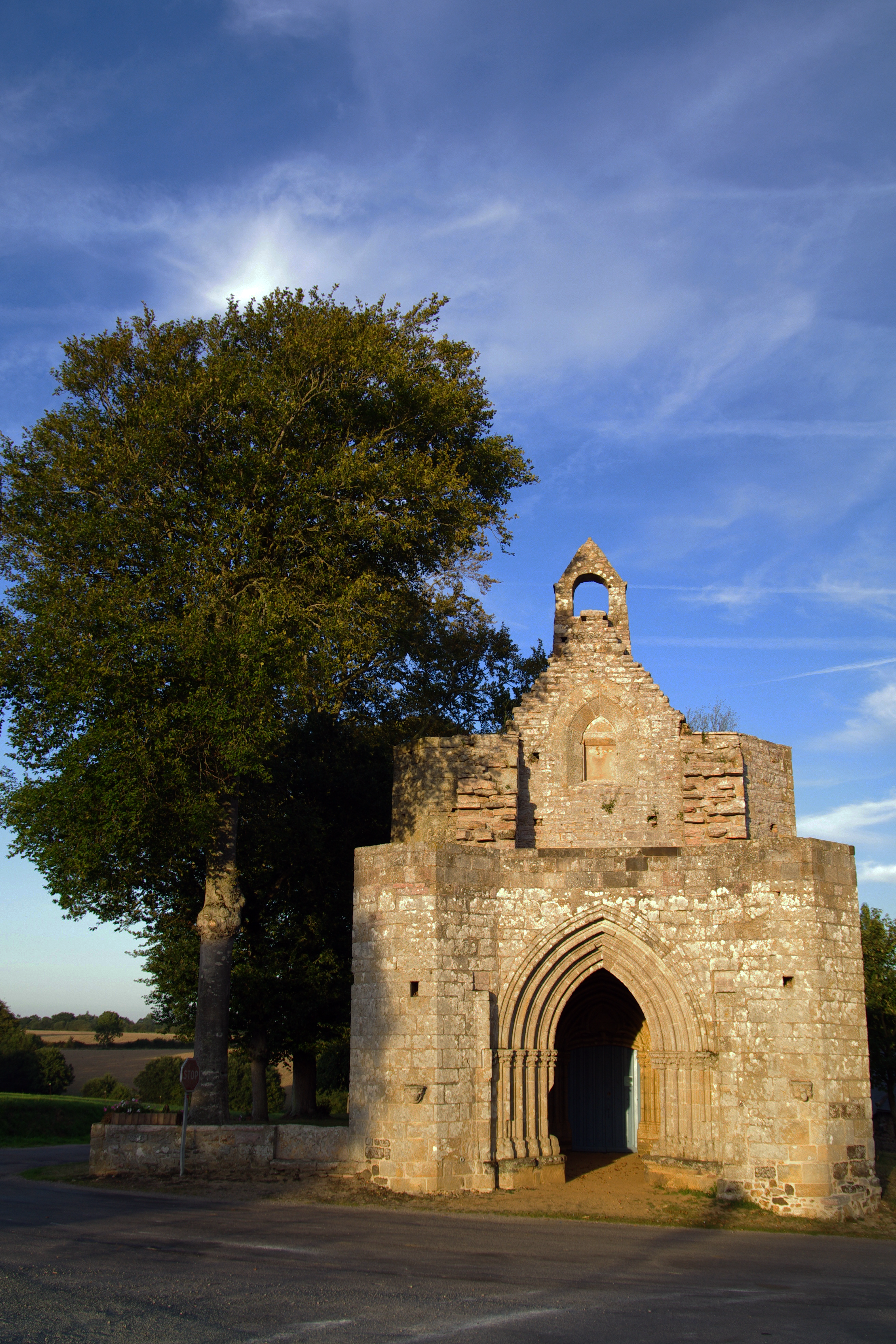
Chapelle Saint-Jacques-le-Majeur : la tour inachevée.
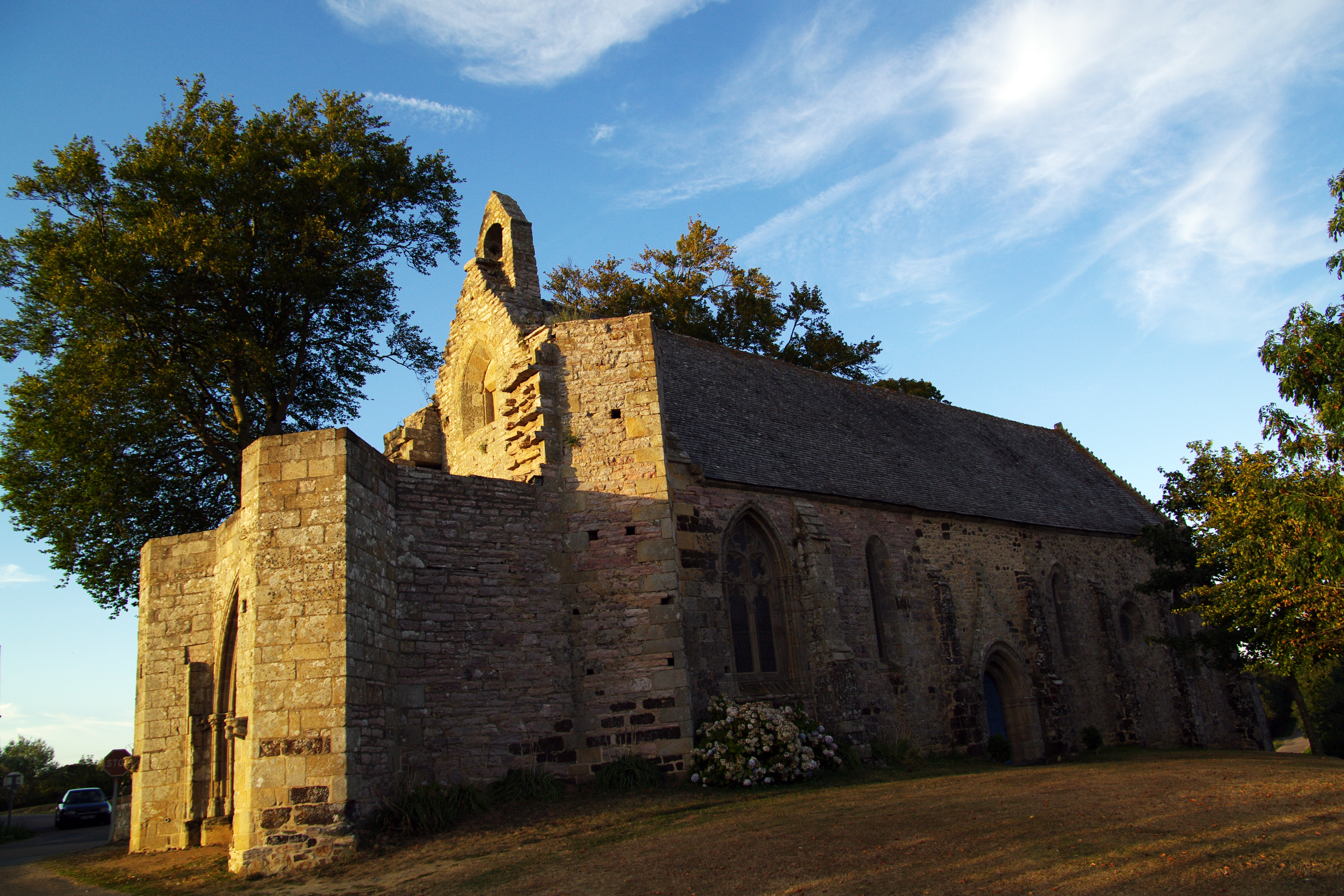
Chapelle Saint-Jacques-le-Majeur : vue depuis le sud-ouest.
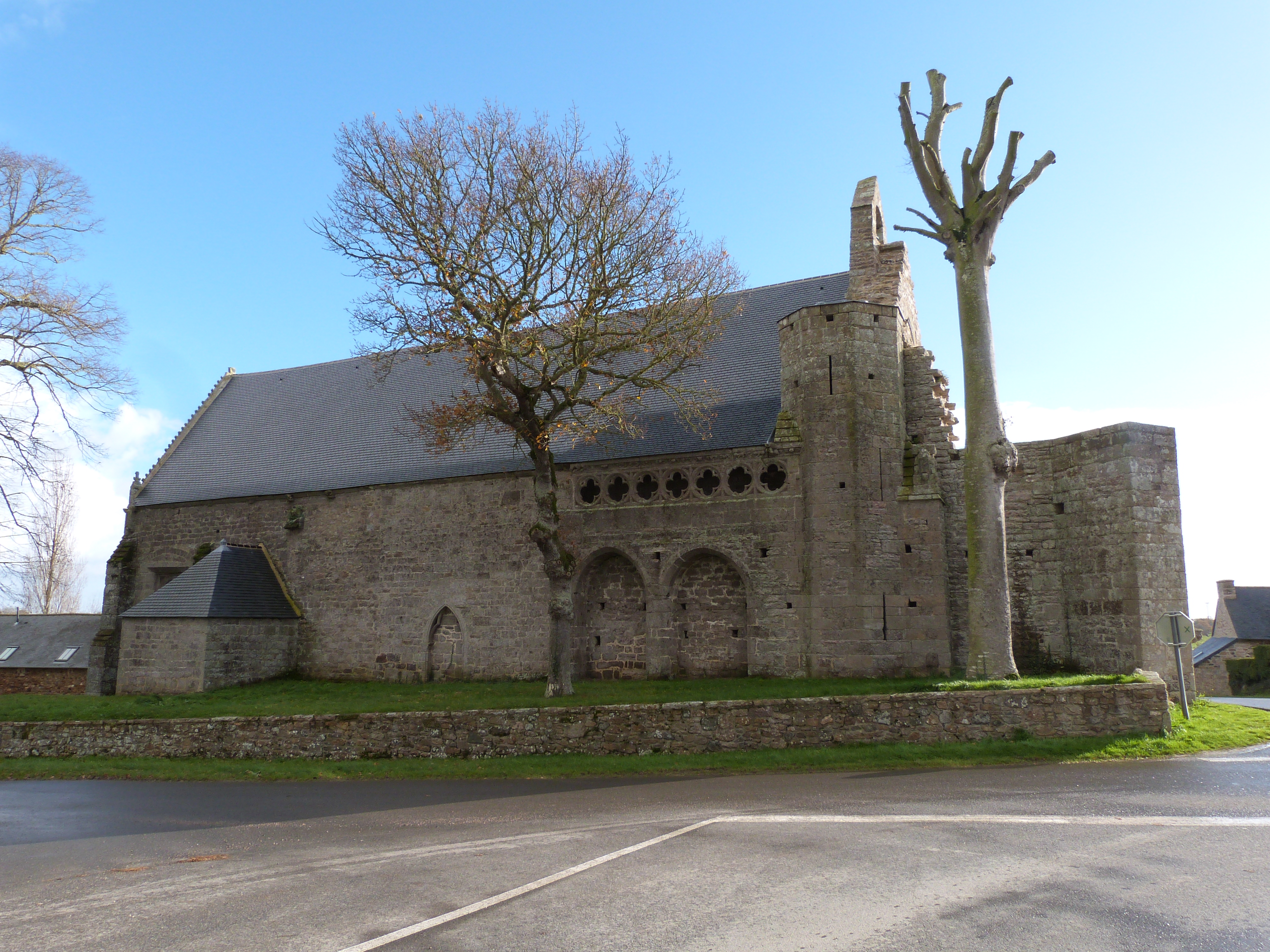
Chapelle Saint-Jacques-le-Majeur : façade nord.

- Église paroissiale Saint-Alban : sa partie romane date du XIIe siècle et le chœur est du XIVe siècle et possède une des plus anciennes verrières de Bretagne réalisée de 1312 à 1328, représentant la Passion du Christ[27].

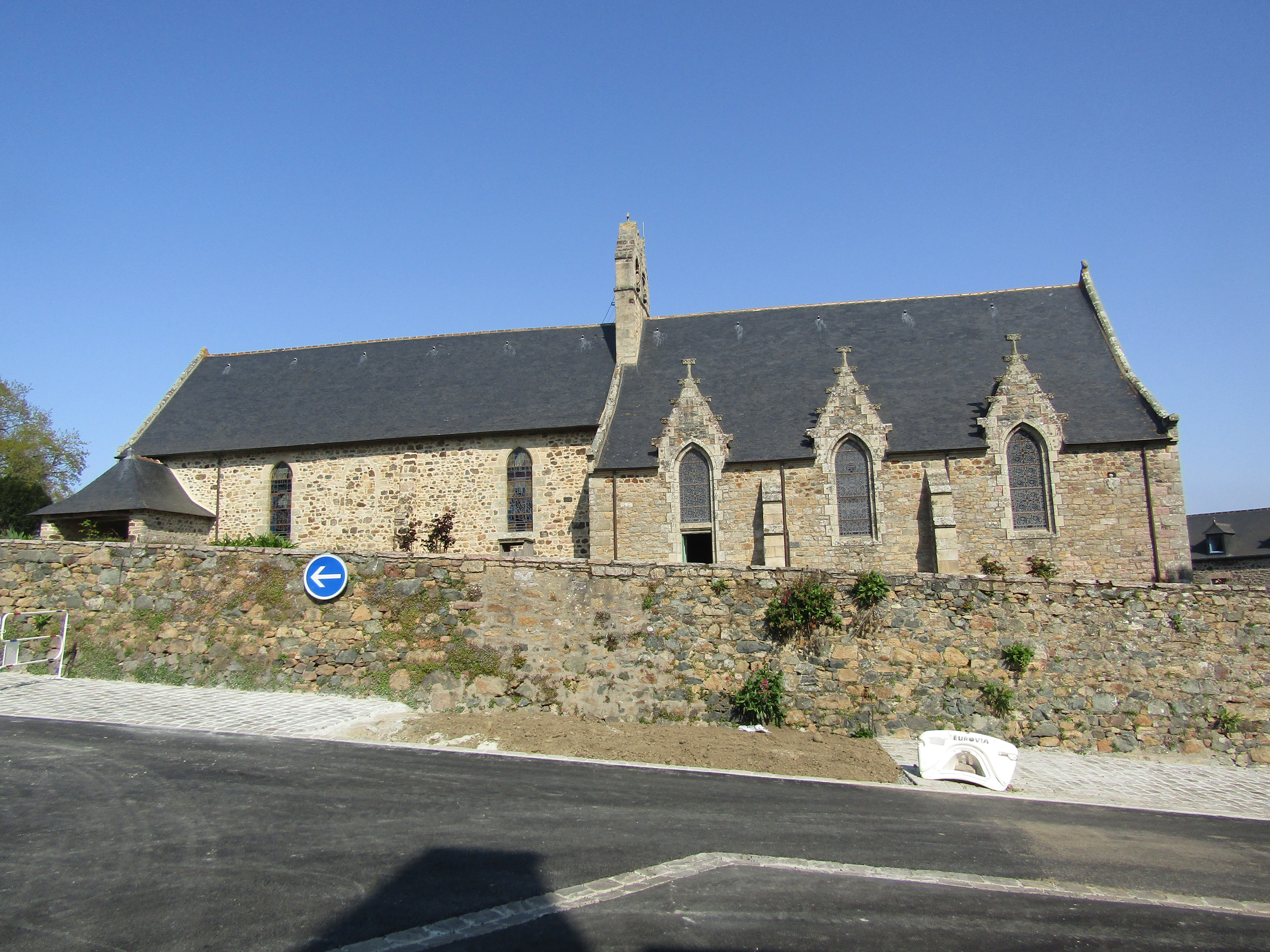
L'église paroissiale Saint-Alban : vue extérieure d'ensemble.
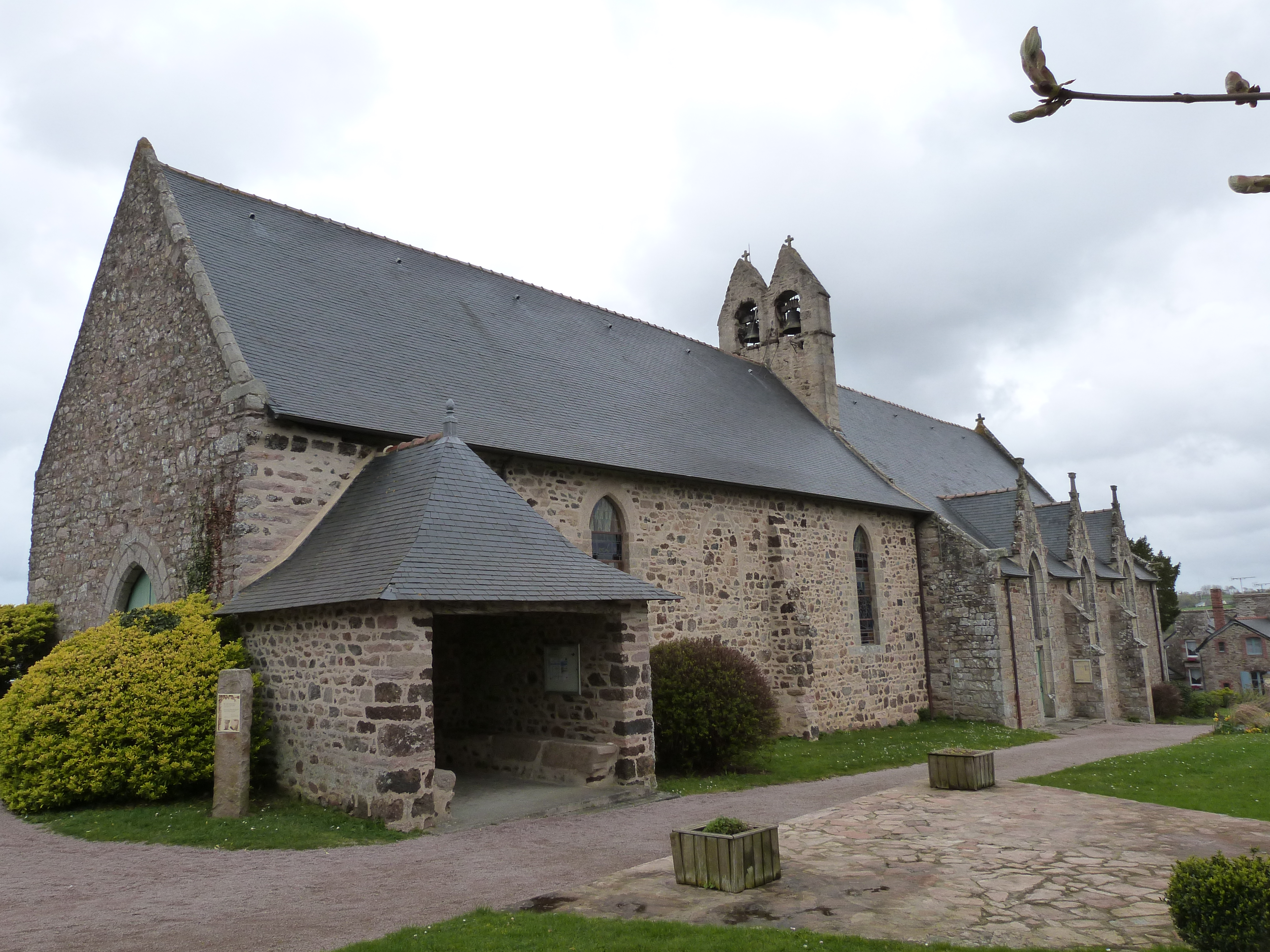
L'église paroissiale Saint-Alban : façade sud et porche.
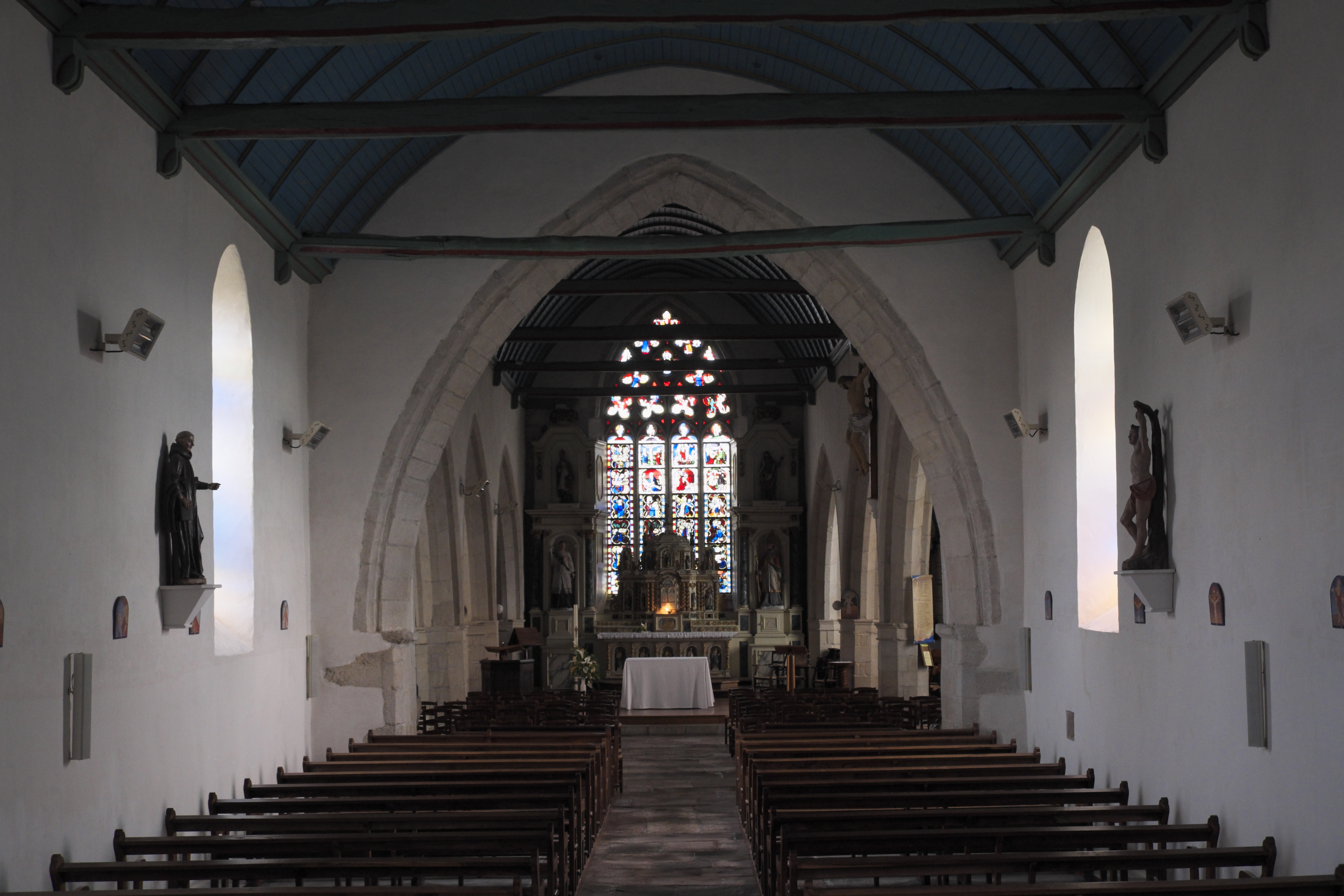
L'église paroissiale Saint-Alban : vue intérieure d'ensemble.
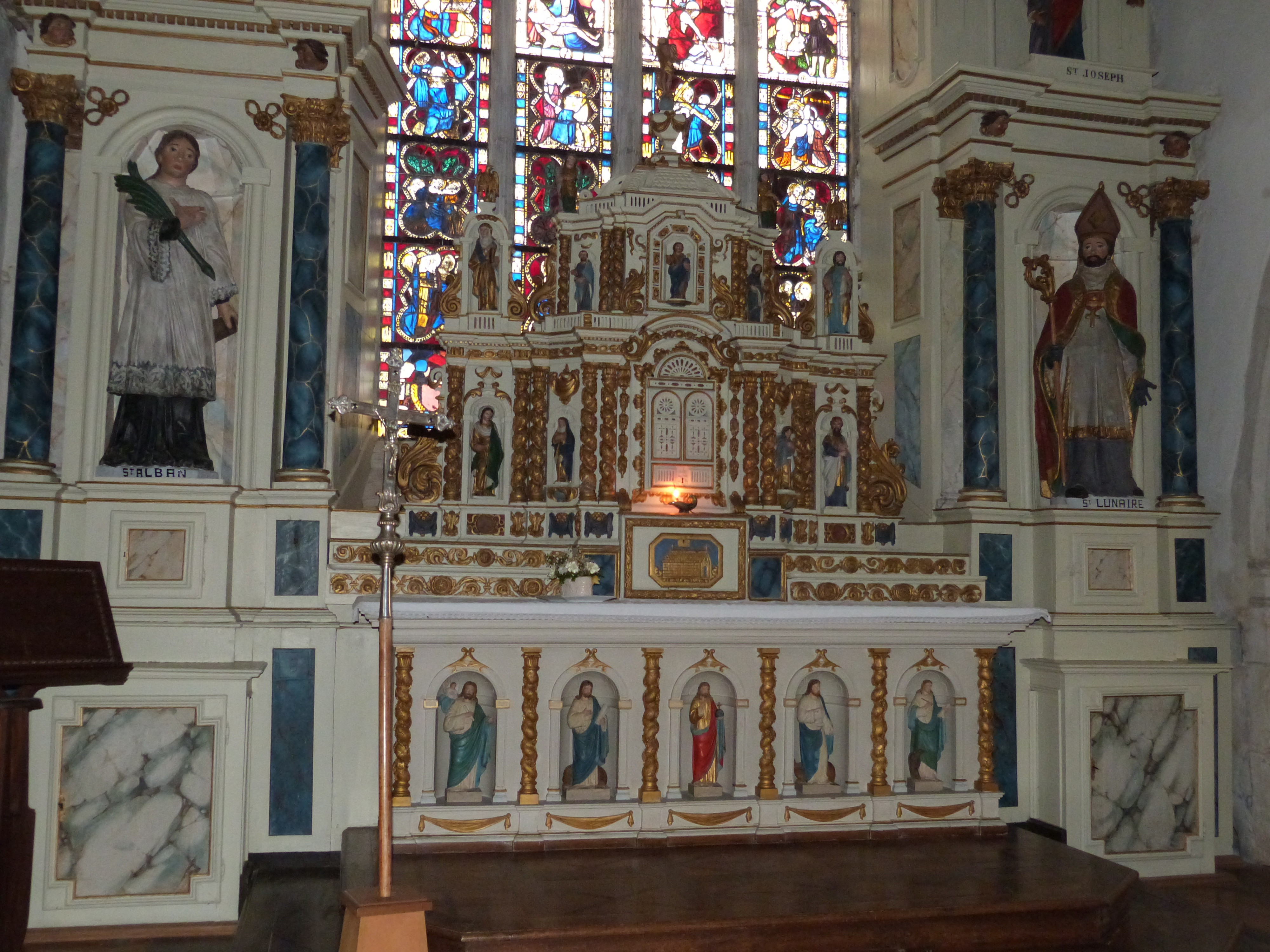
L'église paroissiale Saint-Alban : le maître-autel.
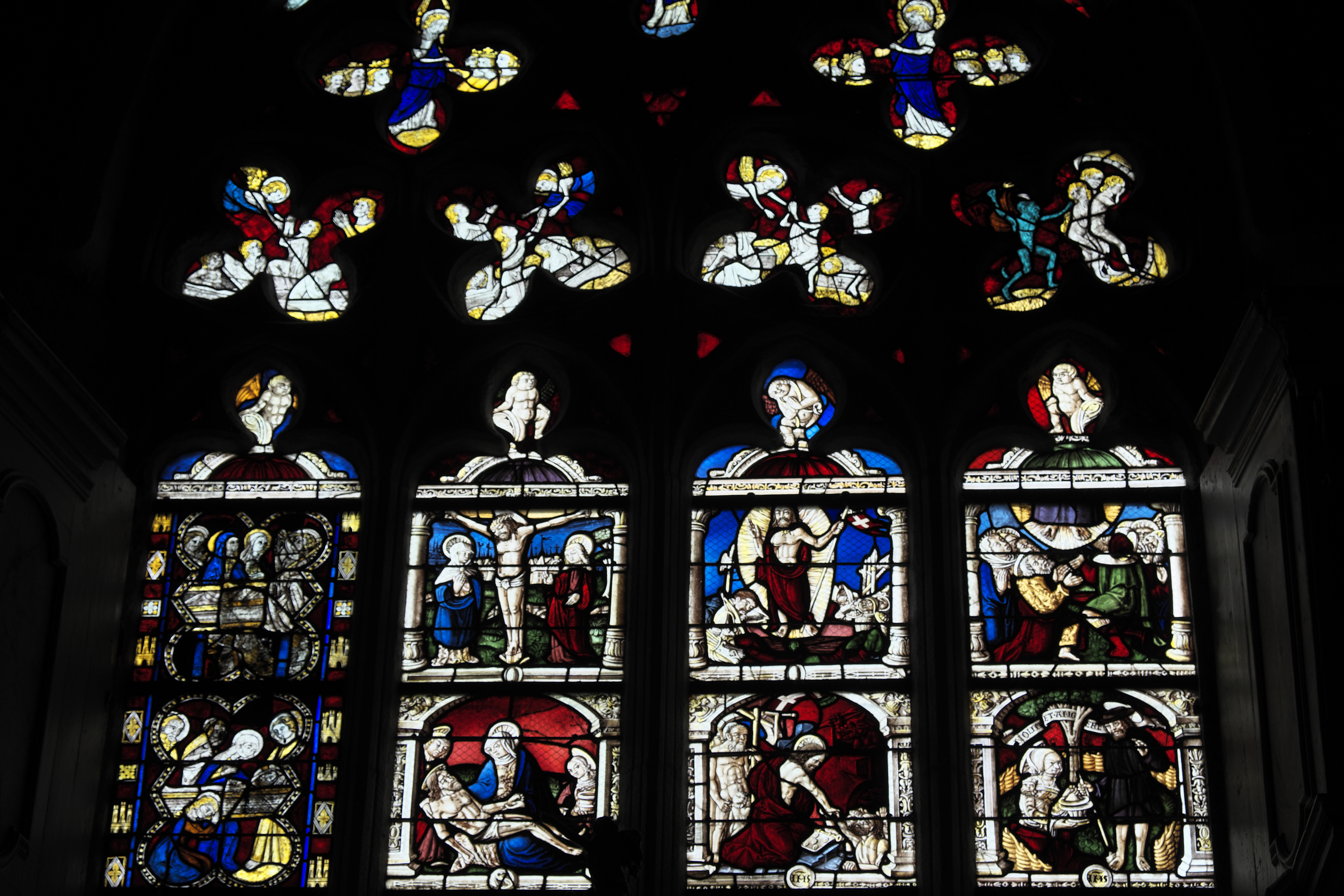
L'église paroissiale Saint-Alban : vitraux.